# Оградка
Огра́дка — тип археологического памятника, связанного с почитанием умерших. Оградка представляет собой прямоугольную конструкцию, образованную поставленными на ребро каменными плитами. Этот тип погребальной архитектуры встречается в Южной и Восточной Сибири и Центральной Азии (на территориях современных Китая и Монголии). Оградки продолжали почитаться после исчезновения создавших их народов.
На границе бронзового века и железного века вытянутые невысокие оградки окружали менгиры или оленные камни, их символизм неясен, БРЭ предполагает, что они отражали образ мира, с менгирами играющими роль «мировой оси».
Раннесредневековые оградки VI—VIII веков связаны с существованием Тюркского каганата. Это относительно высокие квадратные (типичный размер — 2х2 метра, памятники знати имеют больший размер), сложенные из плит, покрытых орнаментом расположены позади обращённых лицом на восток каменными бабами или стелами, стороны оградок также выравнены по странам света (от изваяний на восток могут также идти цепочки балбалов).
Дно оградки выстилалось камнями, в крупных комплексах возможна была также каменная крыша, она служила для размещения жертвоприношений: еды и питья, иногда также мелких предметов мужского обихода (нож, деталь панциря). БРЭ предполагает, что оградка символизировала Землю, в представлении древних тюрок имеющую форму квадрата, ограниченного горами. В центре оградки иногда устанавливался столб из дерева как символ земной оси.